# Hibbertia notibractea
Hibbertia notibractea är en tvåhjärtbladig växtart som beskrevs av Judith Roderick Wheeler. Hibbertia notibractea ingår i släktet Hibbertia och familjen Dilleniaceae. Inga underarter finns listade i Catalogue of Life.